# 鹿児島師範学校
鹿児島師範学校 （かごしましはんがっこう） は、1943年（昭和18年）に鹿児島県に設置された官立の師範学校である。
本項は鹿児島県師範学校・鹿児島県女子師範学校などの前身諸校を含めて記述する。

## 概要
- 1875年（明治8年）に創設された「小学校授業講習所」を起源とする。
- 1943年（昭和18年）鹿児島県師範学校と鹿児島県女子師範学校が統合の上、官立（国立）への移管により設置され、男子部・女子部が置かれた。
- 戦後の1949年（昭和24年）学制改革で新制鹿児島大学教育学部の母体の一つとなった。

## 沿革

### 県立期
小学校授業講習所
- 1875年（明治8年）5月 - 山下町の鹿児島県庁構内（現・鹿児島市中央公民館付近）に「小学校授業講習所」が設置される。

旧・鹿児島師範学校
- 1876年（明治9年）9月 - 「鹿児島師範学校」と改称。
- 1877年（明治10年）
  - 6月 - 西南戦争により閉鎖される。
  - 11月 - 樋之口町の松原小学校構内に仮校舎を設置し、再開。
- 1878年（明治11年）
  - 3月 - 附属小学校を開設。
  - 8月 - 山下町の県庁構内（元の校地）に校舎を新築し移転を完了。
- 1880年（明治13年）11月 - 鹿児島師範学校と鹿児島女子師範学校を合併し、「鹿児島師範学校男子教場」、「鹿児島師範学校女子教場」とする。
- 1884年（明治17年）9月 - 師範学校教則大綱 （1881年（明治14年）8月） の制定により、教則を改定。
  - 初等師範学科 （修業年限1年）、中等師範学科 （同2年半）、高等師範学科 （同4年） を設置。
  - 入学資格は満17歳以上、小学校中等科卒業以上とする。

鹿児島県尋常師範学校
- 1887年（明治20年）3月 - 師範学校令の施行により「鹿児島県尋常師範学校」と改称。
  - 男子部と女子部を設置。修業年限を4年、入学資格を満17歳以上20歳以下で高等小学校卒業者とする。

旧・鹿児島県師範学校・鹿児島県第一師範学校・鹿児島県師範学校
- 1898年（明治31年）4月 - 師範教育令の施行により「鹿児島県師範学校」と改称（「尋常」が除かれる）。
- 1908年（明治41年）4月 - 尋常小学校の修業年限（義務教育年限）が4年から6年に延長されたことにより、校則を改定。
  - 本科第一部 （既存）- 修業年限を4年、入学資格を3年制の高等小学校卒業者とする。
  - 本科第二部 （新設）- 修業年限を1年、中等学校卒業者とする。
  - 予備科 （新設）- 修業年限を1年、2年制の高等小学校卒業者とする。
  - 養成講習科 （新設）- 修業年限2年の速成コース。
- 1910年（明治43年）4月 - 男子部が鹿児島郡西武田村大字武 （現・鹿児島市武） に移転。女子部が「鹿児島県女子師範学校」として独立。
- 1920年（大正9年）4月 - 師範学校の新設により「鹿児島県第一師範学校」と改称。
- 1925年（大正14年）4月 - 本科第一部の修業年限を4年から5年に改定。 入学資格を2年制の高等小学校卒業者とする。
- 1926年（大正15年）4月 - 専攻科（1年制）を設置。
- 1927年（昭和2年）3月 - 養成講習科を廃止。
- 1931年（昭和6年）4月 - 本科第二部の修業年限を1年から2年に延長。
- 1934年（昭和9年）3月 - 鹿児島県第二師範学校を統合し、「鹿児島県師範学校」（再）と改称。
- 1935年（昭和10年）1月 - 北寮を焼失したため、全寮制が崩壊。通学制を認めざるをえなくなる。
- 1941年（昭和16年）4月 - 国民学校令の施行により、附属小学校を附属国民学校に改称。

鹿児島県第二師範学校
- 1920年（大正9年）
  - 4月 - 日置郡西市来村湊町に「鹿児島県第二師範学校」が開設される。
    - 本科第一部 （5年制、高等小学校卒業者対象） のみ。1棟40名程度の小寄宿舎制を採用。
    - 試験は第一師範・第二師範合同で行い、合格者を両校に配分入学させた。

  - 9月 - 湊尋常高等小学校（1930年（昭和5年）に市来尋常高等小学校に改称、現在のいちき串木野市立市来小学校）を代用附属小学校とする[1]。
- 1926年（大正15年）4月 - 専攻科 （1年制）を設置。
- 1934年（昭和9年）3月 - 鹿児島県第一師範学校に統合される。市来尋常高等小学校の附属小学校代用を終了[1]。

鹿児島女子師範学校、鹿児島県女子師範学校
- 1876年（明治9年）10月 - 小学正則講習所 （成立年不詳） を「鹿児島女子師範学校」と改称。
- 1877年（明治10年）
  - 6月 - 西南戦争により閉鎖される。
  - 11月 - 鹿児島師範学校構内にて仮設再開。
- 1879年（明治12年）
  - 1月 - 鹿児島 山下町に新築移転。
  - 4月 - 附属幼稚園を開設。
- 1880年（明治13年）11月 -  鹿児島師範学校に統合され、「鹿児島師範学校女子教場」となる。
- 1887年（明治20年）3月 - 師範学校令の施行により「鹿児島県尋常師範学校女子部」と改称。
- 1898年（明治31年）4月 - 師範教育令の施行により「鹿児島県師範学校女子部」と改称（「尋常」が除かれる）。
- 1910年（明治43年）4月 - 鹿児島県師範学校から分離し、「鹿児島県女子師範学校」として独立。
  - 女子師範学校附属小学校を開設。
  - 鹿児島県立第二高等女学校（鹿児島県立甲南高等学校の前身）を併設。
- 1926年（大正15年）4月 - 専攻科（1年制）を設置。
- 1928年（昭和3年）3月 - 養成講習科を廃止。
- 1941年（昭和16年）4月 - 国民学校令の施行により、附属小学校を附属国民学校に改称。

### 官立（国立）期
鹿児島師範学校
- 1943年（昭和18年）3月 - 鹿児島県師範学校と鹿児島県女子師範学校の2校が統合の上、国に移管され、官立（国立）「鹿児島師範学校」が設置される。
  - 専門学校に昇格した。
  - 旧・鹿児島県師範学校を「男子部」、旧・鹿児島県女子師範学校を「女子部」とする。
  - 本科 （3年制、中等学校卒業者・予科修了者対象）、予科 （戦時措置で2年制、国民学校高等科卒業者対象）。
  - 附属学校
    - 鹿児島師範学校男子部附属国民学校
    - 鹿児島師範学校女子部附属国民学校、鹿児島師範学校女子部附属幼稚園
- 1945年（昭和20年）6月 - 鹿児島大空襲で男子部・女子部ともに校舎を焼失。
- 1946年（昭和21年）
  - 2月 - 予科が 3年制となる。
  - 4月 - 男子部を鹿屋市、女子部を肝属郡吾平町に移転。
- 1947年（昭和22年）
  - 4月 - 学制改革（六・三制の実施）が行われる。
    - 附属国民学校の初等科を改組し、附属小学校とする。（男子部附属小学校・女子部附属小学校）
    - 附属国民学校の高等科を改組し、附属中学校（新制中学校）とする。（男子部附属中学校・女子部附属中学校）

  - 5月 - 鹿児島郡伊敷村大字下伊敷（現・鹿児島市下伊敷）の旧・西部第18部隊跡（現・鹿児島県立短期大学の敷地の一部）に移転。
- 1948年（昭和23年）4月 - 男子部・女子部の区別が廃止され、2校ずつあった附属小学校と附属中学校を統合し、それぞれ1校とする。
- 1949年（昭和24年）5月31日 - 新制鹿児島大学に包括され、「鹿児島大学鹿児島師範学校」と改称。
  - 師範学校としての募集は停止され、在校生が卒業するまでの間存続されることとなる。
  - 鹿児島青年師範学校（1944年（昭和19年）設置）とともに鹿児島大学教育学部の母体となった。
- 1951年（昭和26年）3月31日 - 廃止。附属学校（幼稚園・小学校・中学校）が鹿児島大学教育学部に移管される。

## 歴代校長
鹿児島県師範学校 （鹿児島県第一師範学校やその前身校を含む）
- 島津珍彦：1876年6月 -
- 緒方益井：1878年 -
- 黒田才蔵：1880年11月22日 - 1883年3月17日[2]
- 久保田好邦：1883年 -
- 丹羽昭陽：1884年 -
- 黒田才蔵：1885年1月7日[2] - 1894年5月30日死去[3]
- 生駒恭人：1894年6月16日 - 1897年4月23日
- 林俊太郎：1897年4月23日 - 1899年6月28日
- 木野崎吉辰：1899年6月28日 - 1900年10月27日
- 三浦渡世平：1900年10月27日 - 1903年2月19日
- 野島藤太郎：1903年2月19日 - 1907年6月14日
- 泥谷良次郎：1907年6月14日 - 1910年4月23日
- 伊藤徳定：1910年4月23日 - 1916年12月15日死去
- 浅賀辰次郎：1917年2月12日 - 1923年3月31日[4]
- 萱場今朝治：1923年3月31日[4] -
- 中島正勝：1930年3月 -
- 永島意之助：1931年3月 -
- 林鎌次郎：1935年3月 -
- 池上弘：1938年4月 -

鹿児島県第二師範学校
- 松本栄児：1920年4月 -
- 寺田清治：1922年 -
- 飯牟礼実義：1924年8月19日[5] -

鹿児島県女子師範学校
- 木下竹次：1910年4月23日 - 1917年7月6日
- 吉田惟孝：1917年7月6日 -
- 太田藤一郎：1920年4月 -
- 上田剛：1928年4月 -
- 磯野清：1932年3月 -
- 後藤真造：1932年7月 -
- 野尻丈七：1939年12月 -
- 田辺長助：1941年10月 -

官立鹿児島師範学校
- 結城権兵衛：1943年4月1日[6] - 1945年11月24日[7]
- 小倉邦夫：1945年11月24日[7] - 1947年3月26日[8]
- 有馬純次：1947年3月26日[8] -

## 関連文献
- 『鹿児島大学十年史』　鹿児島大学、1960年。
- 『官報』